# Assassinato de Vinicius Gritzbach
O assassinato de Antônio Vinicius Gritzbach ocorreu no dia 8 de novembro de 2024, no terminal 2 do Aeroporto Internacional de Guarulhos, quando ele foi alvejado a tiros. Outras três pessoas se feriram no ataque.
A diretora do Departamento de Homicídios e Proteção à Pessoa (DHPP) da Polícia Civil de São Paulo, delegada Ivalda Aleixo, disse que a motivação do assassinato do delator da facção criminosa Primeiro Comando da Capital (PCC) foi a sua delação sobre policiais e membros do PCC.

## Crime

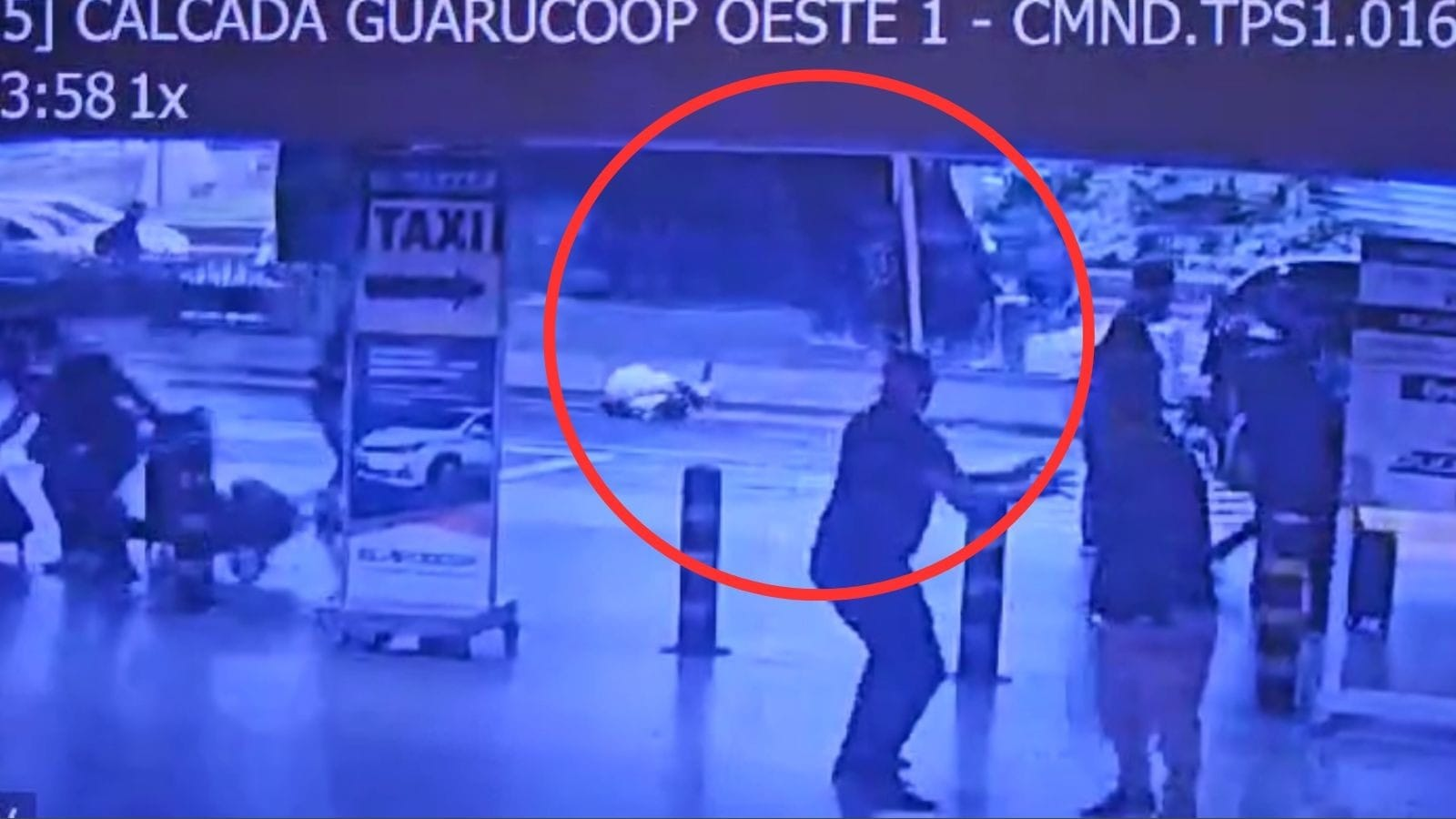
Imagem do momento do assassinato captada por uma câmera de segurança do Aeroporto Internacional de Guarulhos

Gritzbach era alvo de investigação que ele seria ligado ao Primeiro Comando da Capital (PCC), porém, ele teria rompido com a facção e teria mandado assassinar dois integrantes do grupo em 2021 e estava negociando um acordo de delação premiada com o Ministério Publico.
No dia 8 de novembro de 2024, Gritzbach foi baleado no terminal 2 do Aeroporto internacional de Guarulhos e outras três pessoas também se feriram no ataque. No mesmo dia, um carro Volkswagen Gol da cor preta usado na cena do crime foi encontrado abandonado em uma favela próxima, em Guarulhos, mas munições de fuzil e um colete balístico também foram encontradas dentro de carro.

## Investigação

### Novembro de 2024 a dezembro de 2024
Quatro policiais militares que faziam a escolta do empresário foram identificados e afastados logo após o crime.
Segundo o boletim de ocorrência do caso, registrado pela delegacia de Cumbica, Gritzbach levava uma bagagem da viagem a Maceió contendo ao menos 38 itens de joias e objetos de alto valor, uma equivalente a mais de um milhão de reais, e passou a bagagem para a namorada, que fugiu do local durante o tiroteio. Posteriormente, a namorada de Gritzbach entregou a mala de joias à polícia.
Em 9 de novembro de 2024, o motorista de aplicativo Celso Araujo Sampaio de Novais, de 41 anos de idade, morreu após também ter sido atingido por tiros.
Na madrugada do dia 9 de novembro, a namorada de Vinicius Gritzbach disse em depoimento à polícia que o casal jantava em São Miguel dos Milagres, em Alagoas, na noite do dia 6 do mesmo mês, quando o delator do PCC contou que viu um homem no restaurante que era parecido com um indivíduo que o ameaçava.
Em 11 de novembro, uma equipe da Polícia Federal do Brasil reuniu-se com os investigadores da Polícia Civil do Estado de São Paulo para ajudar na investigação sobre a execução de Gritzbach. Na tarde do mesmo dia, o secretário da Segurança Pública de São Paulo (SSP), Guilherme Derrite, assinou uma resolução que institui uma força-tarefa com a participação de seis membros das forças de segurança do estado de São Paulo para investigar o caso da execução no aeroporto de Guarulhos. O secretário da Segurança Pública do estado de São Paulo, Guilherme Derrite, disse em coletiva de imprensa que Gritzbach denunciou seis policiais civis do Departamento Estadual de Homicídios e Proteção à Pessoa (DHPP) por corrupção e extorsão à Corregedoria da Polícia Civil no dia 31 de outubro, oito dias antes de ser executado no aeroporto de Guarulhos. De acordo com o documento, no dia 31 de outubro, Gritzbach acusou policiais civis do DHPP de cobrarem 40 milhões de reais para deixar de investigá-lo como suspeito de ser o mandante dos assassinatos de dois membros da facção criminosa.
Em 12 de novembro, em depoimento à polícia, um dos seguranças de Gritzbach, contou que, durante a viagem a Alagoas, um funcionário dele pegou uma sacola pequena de um homem desconhecido em quiosque da praia em Maceió. No mesmo dia, a força-tarefa da Secretaria da Segurança Pública (SSP) informou que afastou preventivamente oito agentes da Polícia Militar investigados por suspeita de envolvimento na execução de Gritzbach, delator do PCC. No dia seguinte, a força-tarefa da Secretaria da Segurança Pública (SSP) afastou mais os policiais civis que Gritzbach havia denunciado por corrupção oito dias antes de ser executado a tiros no aeroporto em Guarulhos.
Em 19 de novembro, a força-tarefa da SSP identificou o primeiro suspeito, flagrado pelas câmeras de segurança do aeroporto no dia do crime, como Kauê do Amaral Coelho, e anunciou uma recompensa de 50 mil reais para localizar o suspeito de ser o informante da facção criminosa no caso do delator do PCC morto. Em 22 de novembro, a força-tarefa da SSP identificou o segundo suspeito de participar da execução de Vinicius Gritzbach como Matheus Augusto de Castro Mota. A polícia disse que ele pagou 5 mil reais a Kauê do Amaral Coelho que avisou atiradores sobre a chegada de Gritzbach em aeroporto. Em 26 de novembro, o policial civil e o dono do banco 2 Go Bank, Cyllas Elia, acusado de corrupção por Vinicius Gritzbach, foi preso na operação da Polícia Federal contra crimes financeiros que movimentaram 6 bilhões de reais na capital do estado de São Paulo. De acordo com a delação de Gritzbach, o 2 Go Bank de Elia era usado por seu dono para lavar dinheiro do PCC.
Em 4 de dezembro, a Polícia Civil do Estado de São Paulo apreendeu um celular, um computador, um cofre e documentos no apartamento de Vinicius Gritzbach para ajudar na investigação. Em 6 de dezembro, os policiais da Rota prenderam Marcos Henrique Soares, o primeiro suspeito de envolvimento no assassinato de Vinicius Gritzbach. É a primeira prisão desde a morte do delator do PCC em novembro de 2024. Em 8 de dezembro, a reportagem do Fantástico da Globo revelou que um carro suspeito da polícia com a placa adulterada foi flagrado por imagens de câmeras de vigilância do aeroporto de Guarulhos no local do ataque, que ocorreu horas antes do crime. Em 9 de dezembro, a Polícia Civil de São Paulo prendeu Matheus Augusto de Castro Mota, o segundo suspeito de participar do assassinato de Vinicius Gritzbach. Mateus Mota é acusado de emprestar os dois carros usados na fuga dos criminosos depois do crime.
Em 17 de dezembro, a Operação Tacitus, realizada pela Polícia Federal do Brasil (PF) e promotores do Grupo de Atuação Especial de Repressão ao Crime Organizado (Gaeco) do Ministério Público de São Paulo (MP-SP), prendeu sete pessoas, incluindo um delegado e mais três policiais civis suspeitos de atuar para o PCC. Um dos presos, identificado como o delegado Fabio Baena, foi acusado por Gritzbach, em sua delação premiada. Rogério de Almeida Felício, o Rogerinho, que trabalhava como segurança do cantor sertanejo Gusttavo Lima e apareceu nas redes sociais com um dos relógios de luxo, foi procurado pela PF e pelo MP até o dia 23 do mesmo mês.
Em 18 de dezembro, o Tribunal Regional Federal (TRF3) concedeu um habeas corpus e mandou soltar dois militares, incluindo o agente da Polícia Civil de São Paulo, Cyllas Salerno Elia Junior, que foi mencionado por Vinícius Gritzbach na delação premiada assinado com o Ministério Público.
Em 20 de dezembro, a Polícia Federal do Brasil (PF) apreendeu o dinheiro estrangeiro e brasileiro, armas, munições, bens do alto valor, uma lancha e outros objetos em imóveis dos investigados do estado de São Paulo que foram denunciados por Vinicius Gritzbach antes de ele ser morto. Após a denunciar o grupo, a PF e o MP fizeram a operação na capital do estado e nas cidades de Bragança Paulista, Igaratá e Ubatuba, no interior do estado. No mesmo dia, Fabio Pinheiro Lopes, diretor do Departamento Estadual de Investigações Criminais (Deic), e Murilo Fonseca Roque, de uma delegacia de São Bernardo do Campo, foram afastados preventivamente pelo governo de São Paulo após serem citados na delação de Vinicius Gritzbach sobre a corrupção policial ligada ao PCC. O afastamento ocorreu um dia depois das informações sobre os delegados citados na delação que foram divulgadas pelo SBT. Em 23 de dezembro, o policial civil Rogério de Almeida Felício, que era procurado pela PF e pelo MP por suspeita de corrupção e envolvimento com o PCC, foi preso após se entregar para numa delegacia em Santos, no litoral do estado de São Paulo. Ele é entre todos os cinco policiais denunciados por Vinicius Gritzbach.

### Janeiro de 2025 a fevereiro de 2025
Em 16 de janeiro de 2025, a operação da Corregedoria da Polícia Militar do Estado de São Paulo prendeu 15 policiais militares, suspeitos de envolvimento na morte de Vinícius Gritzbach. Um dos presos, o cabo da ativa Denis Antonio Martins é apontado como o suspeito de ser o primeiro atirador do assassinato do delator do PCC. O secretário de Segurança Pública de São Paulo, Guilherme Derrite, disse que a polícia localizou o sinal de celular de Denis Antonio Martins que estava no local do crime no dia da execução.
Em 17 de janeiro, mais um suspeito, identificado como Marcos Henrique Soares Brito, foi preso por ter ajudado Kauê do Amaral, apontado como "olheiro" que avisou atiradores sobre a chegada de Gritzbach ao aeroporto.
Em 18 de janeiro, a Polícia Civil do Estado de São Paulo prendeu um policial militar, identificado como o 1º tenente Fernando Genauro da Silva, de 33 anos, suspeito de dirigir o carro usado pelos atiradores na execução de Vinícius Gritzbach, no dia do crime. A prisão ocorreu em Osasco, onde o suspeito mora.
Em 21 de janeiro, a Corregedoria da Policia Militar do Estado de São Paulo prendeu o soldado da PM Ruan Silva Rodrigues, suspeito de ser o segundo atirador do assassinato de Vinicius Gritzbach, no dia de crime.
Em 29 de janeiro, a Polícia Científica de São Paulo concluiu que alguns dos projéteis que mataram Vinícius Gritzbach na cena de crime eram do arsenal da Polícia Militar de São Paulo, comprados de 2013 a 2018. Os investigadores também descobriram que os três fuzis abandonados pelos assassinos foram fabricados na Romênia e nos Estados Unidos. Os suspeitos do assassinato de Gritzbach são policiais militares ligados ao PCC.
Em 30 de janeiro, a Corregedoria da Polícia Militar indiciou todos os 17 policiais militares, incluindo os atiradores na cena de crime, suspeitos de participação no assassinato de Vinícius Gritzbach.
Em 4 de fevereiro, a Corregedoria da Polícia Militar finalizou o inquérito policial militar (IPM) e pediu a prisão preventiva de 15 agentes suspeitos de matar Vinícius Gritzbach.
Em 12 de fevereiro, a Polícia Federal do Brasil indiciou dez pessoas, incluindo um delegado e mais quatro policiais civis, acusados de extorquir dinheiro e bens do delator do PCC, Vinícius Gritzbach.
Em 21 de fevereiro, o Ministério Público de São Paulo (MP) denunciou 12 pessoas envolvidas em investigação ligada a delator do PCC, sendo oito policiais civis, por envolvimento com a facção criminosa, lavagem de dinheiro, tráfico, corrupção e diversos outros crimes. Danielle Bezerra dos Santos, a esposa de investigador de polícia Rogério de Almeida Felício, que está entre as pessoas envolvidas ligadas à facção criminosa, foi denunciada pelo Ministério Público de São Paulo.
Em 25 de fevereiro, os investigadores do Grupo de Atuação Especial de Repressão ao Crime Organizado (Gaeco) do Ministério Público e da Polícia Federal do Brasil prenderam o policial civil Cyllas Elia Junior em uma operação de combate à lavagem de dinheiro do PCC por meio de duas instituições financeiras digitais, citadas pelo delator da mesma organização criminosa.
Em 26 de fevereiro, a Polícia Científica de São Paulo concluiu que o material biológico encontrado no carro e em roupas usadas pelos assassinos do delator do PCC Vinícius Gritzbach no dia do crime é compatível com o material genético de dois dos três policiais militares presos, o soldado Ruan Silva Rodrigues e o cabo Denis Martins, por suspeita de participação direta no crime.
Em 27 de fevereiro, a Justiça de São Paulo tornou rés 12 pessoas, incluindo oito policiais civis, por envolvimento com o PCC, lavagem de dinheiro, tráfico, corrupção e diversos outros crimes em investigação ligada a delator do PCC. A esposa de um policial civil, Danielle Bezerra dos Santos, também está entre 12 pessoas envolvidas ligadas à facção criminosa e, segundo o Ministério Público de São Paulo, está foragida.

### Março de 2025 a abril de 2025
Em 11 de março de 2025, a força-tarefa da Secretaria da Segurança Pública (SSP) indiciou o cabo Denis Antonio Martins e o soldado Ruan Silva Rodrigues, ambos apontados como executores, e o tenente Fernando Genauro da Silva, apontado como motorista, pelo assassinato de Vinicius Gritzbach.
Em 14 de março, a Polícia Civil de São Paulo concluiu a investigação e indiciou três policiais militares e outros três homens foragidos por homicídio. A investigação apontou que o líder do PCC Emílio Gongorra mandou matar Gritzbach para vingar a morte de um traficante assassinado em 2021.
Em 17 de março, a Justiça de São Paulo aceitou a denúncia do Ministério Público (MP) e tornou réus os seis acusados de participarem do assassinato a tiros de Vinicius Gritzbach.
Em 25 de março, o Ministério Público de São Paulo denunciou um policial civil e dois empresários da Invbank por usaram as fintechs para lavar dinheiro para a facção criminosa PCC. O policial civil Cyllas Salerno Elia Junior, que foi mencionado por Vinicius Gritzbach, é um dos alvos da denúncia do MP.
Em 3 de abril, o Ministério Público de São Paulo arquivou a investigação policial contra o deputado estadual Antonio Olim, os delegados Fábio Lopes e Murilo Roque e o advogado Ramsés Gonçalves, denunciados por Vinicius Gritzbach, por suspeita de terem cobrado mais de 5 milhões der reais em propina para não incriminá-lo por lavagem de dinheiro.
Em 15 de abril, a Corregedoria da Polícia Militar indiciou 12 policiais militares por organização criminosa, um outro por falsidade ideológica e prevaricação e os três policiais envolvidos diretamente na morte por organização para a prática de violência, todos no caso do delator do PCC.

### Maio de 2025 a junho de 2025
Em 9 de maio de 2025, o Ministério Público de São Paulo denunciou 18 policiais militares envolvidos no caso do assassinato de Vinicius Gritzbach.
Em 3 de junho, a Justiça Militar de São Paulo tornou réus 18 policiais militares envolvidos no caso do assassinato de Vinicius Gritzbach, que foram conjunto de 15 deles por atuarem na segurança privada do delator do PCC e três por envolvimento direto na execução dele. A decisão ocorreu depois da Primeira Auditoria da Justiça Militar recebeu a denúncia do Ministério Público por falsidade ideológica, promover e integrar organização criminosa armada e organização para a prática de violência armada.
Em 4 de junho, a Polícia Federal do Brasil prendeu Daniella Bezerra dos Santos, mulher do agente da Polícia Civil Rogério de Almeida Felício, o "Rogerinho", acusado de ligação com PCC no caso do assassinato de Vinicius Gritzbach. Ela é suspeita de lavar dinheiro para criminosos que atuavam junto com Gritzbach para a facção criminosa PCC.

### Julho de 2025
Em 29 de julho de 2025, a Justiça de São Paulo interrogou os três policiais militares preventivamente acusados de participar do assassinato de Vinicius Gritzbach.